# Carectocultus perstrialis
Carectocultus perstrialis là một loài bướm đêm trong họ Crambidae.